# Hadromastax merga
Hadromastax merga is een pissebed uit de familie Hadromastacidae. De wetenschappelijke naam van de soort is voor het eerst geldig gepubliceerd in 1988 door Bruce.